# Langeweegje
Langeweegje est un hameau dans la commune néerlandaise de Borsele, en Zélande. Le hameau est situé sur l'île de Zuid-Beveland, et dépend du village de Kwadendamme.
L'ancienne gare de Kwadendamme se trouvait à Langeweegje.